# مقاطعة كورغان

خريطة روسيا الاتحادية، وتظهر موقع كورغان أوبلاست بالنسبة للدولة بأكملها

كورغان أوبلاست هي إحدى الكيانات الفدرالية في روسيا. وتحوي المدن والقرى التالية: دالماتوفو،
كاتايسك،
كورغان،
كورتامايش،
ماكوشينو،
بيتوخوفو،
شادرينسك،
شتشوشاي،
شوميخا،